# 朝鮮民主主義人民共和國國家科學技術委員會
朝鮮民主主義人民共和國國家科學技術委員會（韓語：조선민주주의인민공화국 국가과학기술위원회）是朝鮮民主主義人民共和國內閣中央行政機關，負責制定科學技術政策目標及戰略、改進軍事設施、擬定科學技術基本計畫、指導與監督研究開發事業的投資方向，以及評估國家研究開發事業成果並支援成果應用。

## 外部鏈接
- 國家科學技術委員會的存檔，存档日期2019-09-29.